# Lijst van gemeentelijke monumenten in Súdwest-Fryslân
De gemeente Súdwest-Fryslân kent 130 gemeentelijke monumenten. Hieronder een overzicht. 

## Bolsward
De plaats Bolsward kent 75 gemeentelijke monumenten, zie de lijst van gemeentelijke monumenten in Bolsward.

## Offingawier
De plaats Offingawier kent 1 gemeentelijk monument:
| Object               | Bouwjaar | Architect             | Locatie      | Coördinaten                  | Nr.      | Afbeelding        |
| -------------------- | -------- | --------------------- | ------------ | ---------------------------- | -------- | ----------------- |
| Kerk van Offingawier | ca. 1882 | A. Breuneissen Troost | Fiifgeawei 6 | 53° 1' 53" NB, 5° 41' 41" OL | 1900/S04 | Meer afbeeldingen |

## Pingjum
De plaats Pingjum kent 13 gemeentelijke monumenten, allen behoren tot de Pingjumer Gulden Halsband:
| Object                                                     | Bouwjaar | Architect | Locatie                         | Coördinaten | Nr.         | Afbeelding  |
| ---------------------------------------------------------- | -------- | --------- | ------------------------------- | ----------- | ----------- | ----------- |
| Pingjumer Gulden Halsband, Koudehuisterdijk                | 12e eeuw |           | Koudehuisterdijk                |             | 1900/SWF131 | Upload foto |
| Pingjumer Gulden Halsband, Van Aylvaweg/kerkplein          | 12e eeuw |           | Van Aylvaweg/Kerkplein          |             | 1900/SWF132 | Upload foto |
| Pingjumer Gulden Halsband, Arumerweg/De Tunen/ Schuttedijk | 12e eeuw |           | Arumerweg/De Tunen/ Schuttedijk |             | 1900/SWF133 | Upload foto |
| Pingjumer Gulden Halsband, Hanialaan/Sytzemaweg            | 12e eeuw |           | Hanialaan/Sytzemaweg            |             | 1900/SWF134 | Upload foto |
| Pingjumer Gulden Halsband, De Blokken                      | 12e eeuw |           | De Blokken                      |             | 1900/SWF135 | Upload foto |
| Pingjumer Gulden Halsband, Strandweg                       | 12e eeuw |           | Strandweg                       |             | 1900/SWF136 | Upload foto |
| Pingjumer Gulden Halsband, Strandweg/Ald Mar               | 12e eeuw |           | Strandweg/Ald Mar               |             | 1900/SWF138 | Upload foto |
| Pingjumer Gulden Halsband, Ald Mar                         | 12e eeuw |           | Ald Mar                         |             | 1900/SWF138 | Upload foto |
| Pingjumer Gulden Halsband, Groenedijk                      | 12e eeuw |           | Groenedijk                      |             | 1900/SWF139 | Upload foto |
| Pingjumer Gulden Halsband, Groenedijk                      | 12e eeuw |           | Groenedijk                      |             | 1900/SWF140 | Upload foto |
| Pingjumer Gulden Halsband, Groenedijk                      | 12e eeuw |           | Groenedijk                      |             | 1900/SWF141 | Upload foto |
| Pingjumer Gulden Halsband, Waltingaleane                   | 12e eeuw |           | Waltingaleane                   |             | 1900/SWF142 | Upload foto |
| Pingjumer Gulden Halsband, Waltingaleane/Kamperweg         | 12e eeuw |           | Waltingaleane/ Kamperweg        |             | 1900/SWF143 | Upload foto |

## Sneek
De plaats Sneek kent 52 gemeentelijke monumenten, zie de lijst van gemeentelijke monumenten in Sneek

## Warns
De plaats Warns kent 2 gemeentelijke monumenten:
| Object | Bouwjaar | Architect | Locatie    | Coördinaten                   | Nr.     | Afbeelding |
| ------ | -------- | --------- | ---------- | ----------------------------- | ------- | ---------- |
| Opslag | 1904     |           | Buorren 10 | 52° 52' 30" NB, 5° 24' 35" OL | 1900/W2 | Opslag     |
| Opslag |          |           | Laaksum 5  | 52° 51' 40" NB, 5° 27' 33" OL | 1900/W1 | Opslag     |

De Friese Meren  ·
Harlingen  ·
Heerenveen  ·
Leeuwarden  · Leeuwarderadeel  ·
Ooststellingwerf  ·
Súdwest‑Fryslân  ·
Smallingerland  ·
Weststellingwerf